# Вент, Пауль
Пауль Вент (эст. Paul Vent; 11 февраля 1900, деревня Раади, Юрьевский уезд, Лифляндская губерния, Российская империя — 17 сентября 1944, побережье реки Эмайыги, Эстонская ССР, СССР) — эстонский военный и коллаборационист, майор эстонской (и советской) армии, штандартенфюрер СС. Кавалер эстонского Креста Свободы 2 класса 3 степени, эстонского ордена Орлиного креста 4 класса и немецкого Железного креста 1 класса.

## Биография
Родился 11 февраля 1900 года в деревне Раади Юрьевского (Дерптского) уезда Лифляндской губернии Российской империи. Учился в Юрьевской реальной школе, которую бросил. Поступил во Владимирское военное училище, окончил его в 1917 году и был выпущен в русскую армию. После Октябрьской революции вернулся в Эстонию, 19 января 1919 зачислен во 2-й кавалерийский полк эстонской армии добровольцем. Участвовал в Эстонской освободительной войне на Южном фронте, воюя против прибалтийского ландесвера. После окончания войны работал в тылу, дослужился до звания майора (24 февраля 1938).
В 1940 году после присоединения Прибалтики к СССР Вент был принят в Красную Армию и назначен начальником тыла 182-й стрелковой дивизии (Тарту) при 22-м стрелковом корпусе. После начала Великой Отечественной войны 182-я стрелковая дивизия отступила к Пскову, а Вент остался в Эстонии и добровольно сдался немцам, перейдя в итоге на их сторону. 10 июля 1941 он вступил в батальон эстонской самообороны (Омакайтсе) (г. Отепя) при фельдкомендатуре вермахта. С 5 сентября 1941 приступил к выполнению тыловых обязанностей уже в вермахте как исполняющий обязанности советника по вопросам торговли и ремёсел при 817-й фельдкомендатуре (Дорпат).
6 апреля 1943 Вент был зачислен в войска СС, в запасной батальон Эстонского легиона СС, а 1 июня зачислен в 1-й добровольческий гренадерский полк СС 3-й Эстонской добровольческой бригады. 15 декабря 1943 возглавил 45-й гренадерский полк СС в составе 20-й гренадерской дивизии СС (1-й эстонской) и произведён в оберштурмбаннфюреры СС. Войска Вента сражались под Нарвой и высоко были оценены командованием подразделений Ваффен-СС: часто Вент брал инициативу в свои руки и сам принимал решения. Его пример личного мужества послужил его подчинённым образцом для подражания. За проявленные боевые качества 11 марта 1944 Пауль Вент был награждён Железным крестом 1-го класса. Позднее он стал командиром уже 47-го гренадерского полка СС.
14 августа 1944 Вент возглавил боевую группу из трёх батальонов 20-й гренадерской дивизии СС — 1-го батальона 45-го полка, 1-го и 2-го батальонов 46-го полка. Она вела тяжёлые оборонительные бои в районе реки Эмайыги на юге Эстонии. В одном из таких боёв Пауль Вент 17 сентября 1944 был убит. По другой версии, он выжил, но после разгрома своих подразделений ушёл в леса к «лесным братьям» и был убит в бою с советскими войсками в ноябре 1944 года.